# برشا
برشا (به ایتالیایی: Brescia) یکی از شهرهای استان برشا واقع در ناحیه لمباردی در کشور ایتالیا می‌باشد.

## جغرافیا

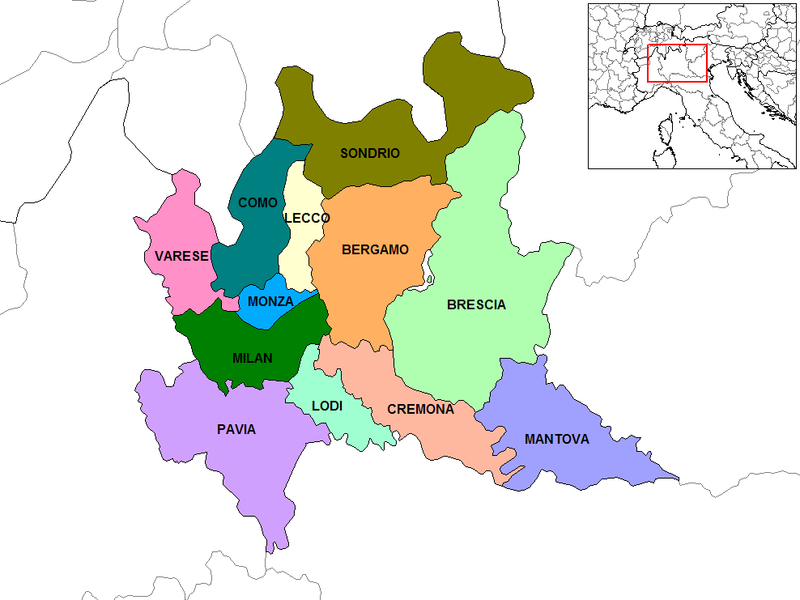

این شهر با جمعتی حدود ۱۹۰،۰۰۰ نفر در دامنه کوه‌های آلپ واقع شده و بعد از میلان دومین شهر در ناحیه لمباردی محسوب می‌شود.

## تاریخچه
برشا مرکز استان برشا می‌باشد و در این منطقه آثار باستانی مهمی مربوط به قبل و بعد از دوران حکومت روم و همچنین قرون وسطی قرار دارد.

## اقتصاد و توریسم
برشا از لحاظ صنعتی و تمرکز در صنعت خودرو و مهندسی ابزار و ماشین آلات به عنوان سومین منطقه مهم در ایتالیا به شمار می‌رود و همچنین به دلیل وجود دریاچه گاردا و لسو و کوه‌های آلپ به مکانی توریستی تبدیل شده‌است .
کارخانه اسلحه‌سازی برتا در نزدیکی این شهر قرار دارد.

## مترو
متروی برشا در سال ۲۰۱۳ تأسیس شده و هم‌اکنون دارای ۱ خط و ۱۷ ایستگاه می‌باشد.